# بومالن دادس
بومالن دادس مدينة مغربية تابعة لإقليم تنغير منذ 2009. 
يسكن مدينة بومالن دادس 11.179 نسمة وذلك طبقا لإحصائيات سنة 2004 

## الموقع الجغرافي
تقع بومالن دادس على بعد 25 كلم من مدينة قلعة مكونة . بين هاتين المدينتين واد دادس و الطريق الوطنية 10 . تقع بلدة ريفية التي يوجد بها سوق الخميس التي تشكل التكتل دون انقطاع بين بومالن دادس و قلعة مكونة  . عند سفح القمم المغطاة بالثلوج هي نقطة انطلاق مثالية للسياح القادمين بشكل جماعي في الموسم . للذهاب إلى وديان دادس . وتنغير وجبل صاغرو . مجمل سكان بومالن دادس من الأمازيغ يتحدثون اللغة الأمازيغية.

## يوم الأحد الأسود
في 06 يناير 2008، نشبت مظاهرات احتجاجية ضد السلطات بسبب عدم تدخلها في بعض القرى المجاورة امسمرير، التي ظلت عدة أيام عالقة في الثلوج.وقد تحولت إلى مواجهات مع قوات الأمن، وإعتقال 42 من المتظاهرين. من بينهم 10طلاب من المدارس الثانوية.